# جوهانس ريتر
جوهانس ريتر (بالدنماركية: Johannes Ritter)‏ (15 فبراير 1995 بالدنمارك - ) هو مدرب كرة قدم ولاعب كرة قدم دانمركي في مركز الوسط. لعب مع نادي نوردشيلاند.

## وصلات خارجية
- جوهانس ريتر على موقع قاعدة بيانات كرة القدم.إي يو (الإنجليزية)
- جوهانس ريتر على موقع Soccerway.com (الإنجليزية)